# 목포극동방송

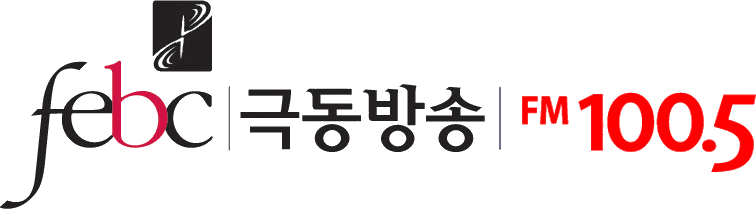

## 연혁
2024
- 2024. 01. 01 : 제 15대 남현용 지사장 부임

2023
- 2023. 01. 17 : 운영위원과 함께하는 송신소 기도회
- 2023. 03. 02 : 신사옥 이전 감사음악회 및 감사예배
- 2023. 05. 02 : 화요찬양 @신사옥 공개홀 (찬양인도 : 박지은전도사)
- 2023. 05. 30 : 다음세대와 함께하는 화요찬양 (정명여고 찬양팀 외)
- 2023. 07. 01 : 해남완도진도 연합 체육대회

2022
- 2022. 04. 01 : 개국21주년 감사예배 @방송사
- 2022. 06. 02 : 어린이합창단 영성수련회 @사랑의교회(강사 : 손수영 목사)
- 2022. 07. 01 : 자은제일교회 원로장로 추대 및 성전봉헌식(말씀 : 김장환 목사)
- 2022. 07. 02 : 해남,완도,진도,강진 운영위원회 연합체육대회 @벽파항
- 2022. 07. 06 : 무선국 정기검사
- 2022. 09. 01 : 목포운영위원회 주관 특별세미나 @목포상락교회(강사 : 강봉규 목사)
- 2022. 09. 29 : 목회자 세미나 @용당장로교회 (강사 : 치유하는교회 김의식 목사)
- 2022. 10. 25 : 2022 청취자대회 @양동제일교회
- 2022. 12. 31 : 송구영신예배 중계방송 @시온성교회

2021
- 2021. 05. 27 : 목회자 세미나(강사 : 제자광성교회 박한수 목사)
- 2021. 10. 28 : 개국 20주년기념 제2회 목포극동포럼(강사:안창호 전 대법관)
- 2021. 11. 18 : 제11회 영적강국을 향한 정면승부(찬양인도 및 말씀 : 장종택 목사)

### 1994~1999
- 1999. 11. 29 : 서울 표준FM, 목포, 포항 극동방송 허가추천
- 1999. 11. 25 : 운영위원회 장강운영위원회 창립총회
- 1999. 10. 22~23 : 호남 극동방송FM방송 설립추진을 위한 복음화대성회 여수집회
- 1999. 10. 14~16 : 호남 극동방송FM방송 설립추진을 위한 복음화대성회 목포집회
- 1999. 08. 21~22 : 뮤지컬 쏠티와 함께 3집 공연
- 1999. 08. 20 : 호남 극동FM방송 설립추진위원회 임원회에서 설립추진을 위한 복음화대성회 추진하기로 함
- 1999. 07. 30 : 호남 극동FM방송 청원인 서명운동 (서명인 현재 6,000명)
- 1999. 07. 27~29 : 사랑이 있는 곳에 1566 연합여름성경학교
- 1999. 07. 19 : 호남 극동FM방송 설립추진 조찬기도회
- 1999. 07. 11 : 99 사랑이 있는 곳에 1566 의료봉사
- 1999. 06. 09 : 문화관광부에 방송국 설립허가 추천 신청(광주, 목포, 여수)
- 1999. 03. 24 : 목포기독교교회협의회와 목포시 교회연합회 임원단 모임후 6인위 구성
- 1999. 03. 13 : 호남극동FM방송 설립추진을 위한 목포기독교교회협의회와 목포시 교회연합회 임원모임
- 1999. 01. 01 : 제 4대 정찬덕 본부장 부임
- 1997. 01. 01 : 제 3대 유춘환 본부장 부임
- 1996. 10. 26 : 아세아방송 호남본부 사무실 이전 (주소 : 목포시 상동 하당 878-1번지)
- 1996. 01. 01 : 제 2대 권영범 본부장 부임
- 1995. 04. 10 : 아세아방송 호남본부 첫 방송(방송시간: 2시간 30분, 여기는 호남스튜디오1, 2부)
- 1994. 11. 14 : 아세아방송 호남본부 개설(본부장 민산웅 부사장) (주소 : 무안군 삼향면 왕산리 878-9번지, 2대 본부장 유춘환 본부장 부임) 제 1대 유춘환 본부장 부임

## 방송 주파수
| 방송국       | 호출부호 | 송신소        | 주파수     | 출력 | 송신소 위치               | 방송구역 |
| ------------ | -------- | ------------- | ---------- | ---- | ------------------------- | --- |
| 목포극동방송 | HLKW-FM  | 양을산 송신소 | FM 100.5㎒ | 1㎾  | 전남 목포시 용해동 산34-1 | 목포시 일원, 해남군 일부, 나주시 일부, 무안군 일부, 신안군 일부, 영암군 일부, 장흥군 일부, 진도군 일부, 강진군 일부 |

### 라디오 시보 멘트
- "믿음으로 살리라!" 2024년 극동방송 사역표어입니다. FM 100.5MHz, 대한민국 선교중심 극동방송입니다. HLKW 극동방송에서 OO시를 알려드립니다.

## 같이 보기
- KBS목포방송국
- 목포MBC
- kbc 광주방송